# Svazová republika Jugoslávie
Svazová republika Jugoslávie (srbsky Savezna Republika Jugoslavija, Савезна Република Југославија), zkracováno na Jugoslávie, byla federace Černé Hory a Srbska v letech 1992–2003. Vznikla při rozpadu Jugoslávie a svým názvem si nárokovala nástupnictví po Socialistické federativní republice Jugoslávie.

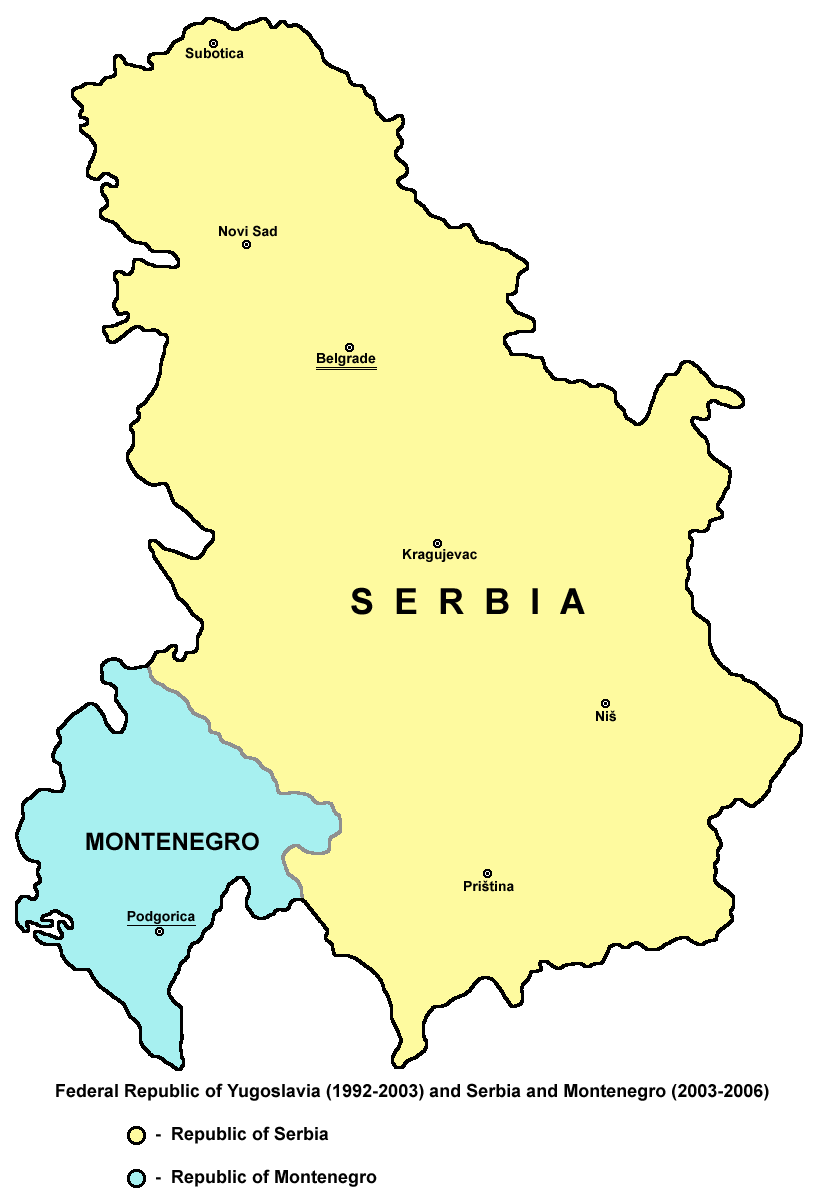
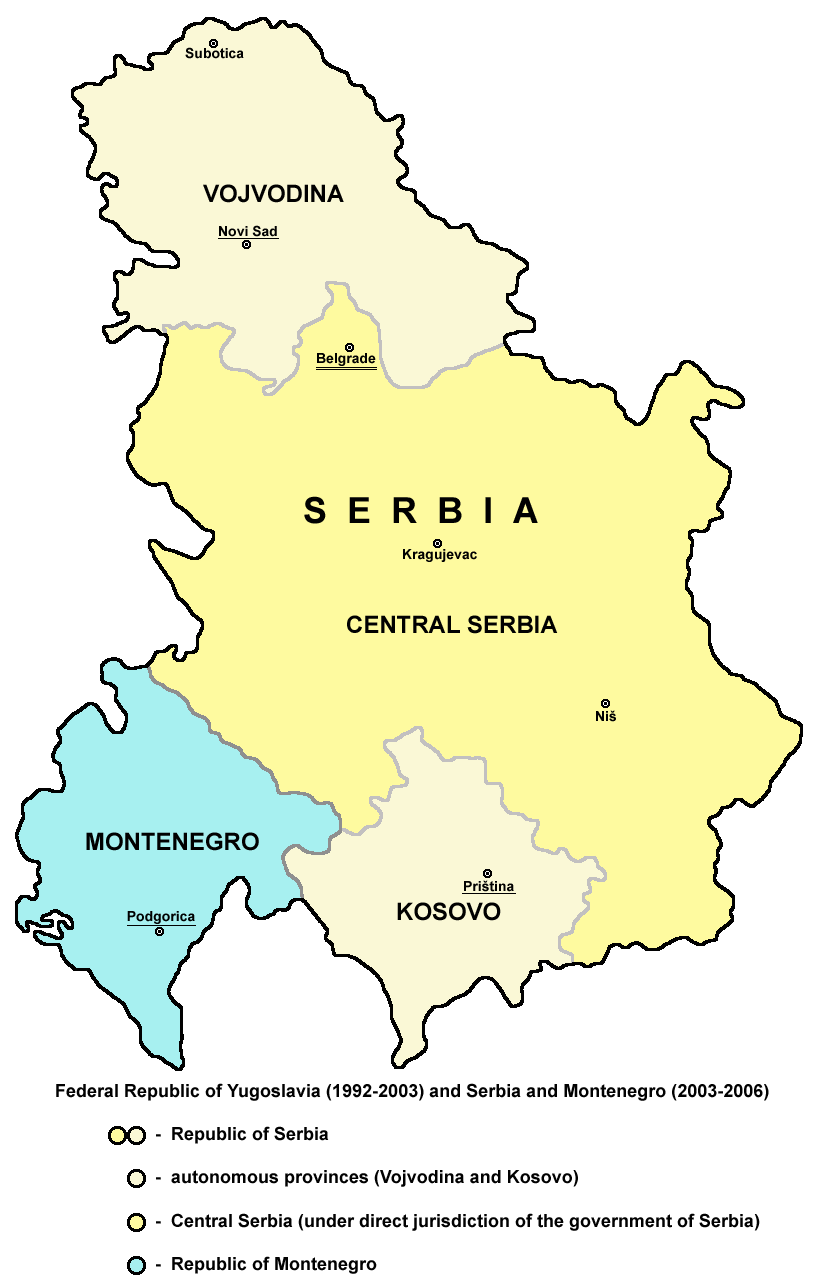

Svazová republika Jugoslávie vznikla na zbytku území Jugoslávie 27. dubna 1992 po odtržení Slovinska, Chorvatska, Makedonie a Bosny a Hercegoviny a přijetí nové ústavy. Jejím hlavním městem byla srbská metropole Bělehrad. Federace byla transformována 4. února 2003 ve volnější soustátí Srbsko a Černá Hora. Toto soustátí poté zaniklo 3. června 2006 rozpadem na dva samostatné státy Srbsko a Černá Hora.
Svazová republika Jugoslávie byla během války v Kosovu na jaře 1999 cílem leteckých útoků ze strany Severoatlantické aliance. Následoval ekonomický propad a buldozerová revoluce, která svrhla dosavadního prezidenta Slobodana Miloševiče a nastolila vládu Vojislava Koštunici.